# Rajmund Kanelba
Rajmund Kanelba (Varsó, 1897.  február 12. – London, 1960. augusztus 18.) lengyel festő.

## Élete
Az első világháború alatt nagykorú lett, de nem vonult be katonának. Ezekben az években a holléte homályban maradt. Kanelba legkorábbi ismert munkája egy önarckép 1916-ból. Festészetet a Varsói Képzőművészeti Akadémián tanult Stanisław Lentz és Tadeusz Pruszkowski irányításával. Ezután a tanulmányait rövid ideig Bécsben folytatta. Édesanyja kérésére jogot tanult a Jagelló Egyetem, de egyetlen félév után otthagyta. Ez a nyugtalanság hozzátartozott a jelleméhez, és az elkövetkező években áthatotta az életét. 1924-ben házasságot kötött Maria Wohllal, egy gazdag lengyel iparos lányával. Még ebben az évben a pár Párizsba költözött, ahol Rajmund művészeti kapcsolatokat épített ki a Montparnasse-i miliővel, és a Cercle des Artistes Polonais tagja lett.
Ismeretes volt jó kapcsolata egy másik lengyel művésszel, Roman Kramsztykkal. 1928-tól bekapcsolódott a Párizsban működő Lengyel Művészek Csoportjának tevékenységébe. 1932-ben együttműködött a Lengyelországban működő Új Nemzedék egyesülettel, 1933-ban pedig Varsóba látogatott. 1936-ban Londonban, 1937-től (vagy 1938-tól) az Amerikai Egyesült Államokban, nagy valószínűséggel Floridában tartózkodott. 1939-től Londonban élt, de 1943-ban felvették az USA-ban dolgozó lengyel művészek közé. 1956-tól váltakozva, hol Párizsban, hol Londonban vagy New Yorkban élt.
Festészetére erős hatást gyakorolt a Párizsi iskola (école de Paris) irányzat. Asszony- és lányképeket, virágokat,  enteriőröket, utcaképeket festett. Néhány művét Raymond Kanelba néven írta alá.

## Válogatott egyéni kiállítások

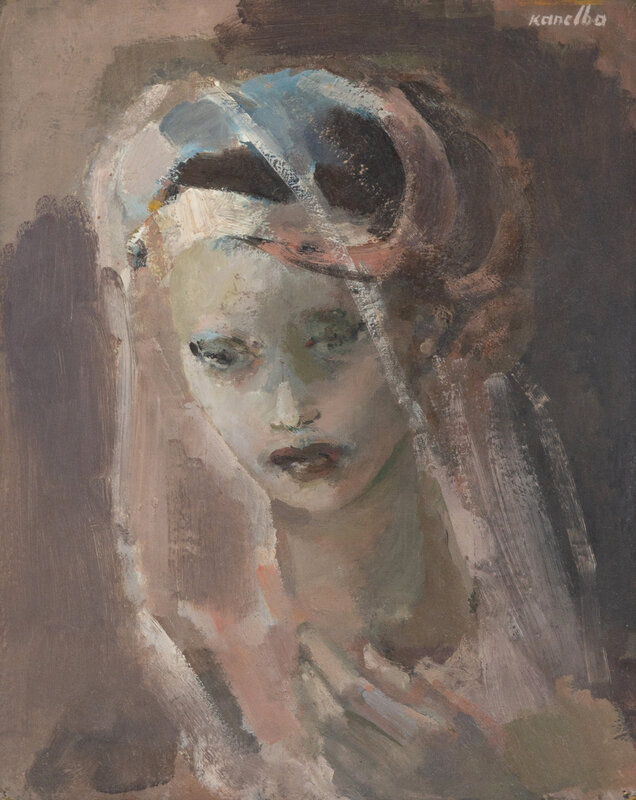
Fiatal nő portréja (1940)

- Párizs, 1928 (Salon de 1′Escalier, Galerie Bernheim, Galerie Zborowski), 1932, 1933
- Berlin, 1932 vagy 1931 (Galerie Victor Hartberg)
- Varsó, 1932
- Łódź, 1933
- London, 1936, 1941
- New York, 1937, 1947, 1952 (Gallery Hammer), 1958 és 1961 (posztumusz)
- Edinburgh, 1942, 1944
- Glasgow, 1943

## Válogatott csoportos kiállítások
- Varsó, 1924, 1931–1934
- Poznań, 1929
- Lviv, 1932
- Párizs: Salon d'Automne (1925–1930, 1936, 1948), Salon des Independants (1926–1928), Salon des Tuileries (1927–1930, 1932, 1936, 1938), Galerie, Contempora7int Bernsheim ), Au Sacre du Printemps (1927) és 1929, 1935
- Bordeaux, 1927 (Exposition Internationale des Beaux Arts)
- Brüsszel, 1928
- New York, 1933
- London, 1942, 1950
- Ezen kívül kiállításokon vett részt Edinburgh-ban, Chicagóban, Philadelphiában, Floridában.

## Fordítás
- Ez a szócikk részben vagy egészben  a   Rajmund Kanelba című lengyel Wikipédia-szócikk ezen változatának fordításán alapul.  Az eredeti cikk szerkesztőit annak laptörténete sorolja fel. Ez a jelzés csupán a megfogalmazás eredetét és a szerzői jogokat jelzi, nem szolgál a cikkben szereplő információk forrásmegjelöléseként.